# Scrimă la Jocurile Olimpice de vară din 1960
Probele de scrimă la Jocurile Olimpice de vară din 1960 s-au desfășurat în perioada 29 august–8 septembrie la Palatul Congreselor din Roma în Italia. 344 de trăgători din 42 de țări au participat. 

## Clasament pe medalii
| Loc | Țară                               | Aur | Argint | Bronz | Total |
| --- | ---------------------------------- | --- | ------ | ----- | ----- |
| 1   | Uniunea Sovietică (URS)            | 3   | 2      | 2     | 7     |
| 2   | Ungaria (HUN)                      | 2   | 2      | 0     | 4     |
| 3   | Italia (ITA)                       | 2   | 1      | 3     | 6     |
| 4   | Echipa Unificată a Germaniei (EUA) | 1   | 0      | 1     | 2     |
| 5   | Marea Britanie (GBR)               | 0   | 2      | 0     | 2     |
| 6   | Polonia (POL)                      | 0   | 1      | 0     | 1     |
| 7   | România (ROU)                      | 0   | 0      | 1     | 1     |
| 7   | Statele Unite ale Americii (USA)   | 0   | 0      | 1     | 1     |

## Evenimente

### Masculin
| Probă             | Aur | Argint | Bronz |
| Spadă             | Giuseppe Delfino · Italia (ITA)                                                                                                 | Allan Jay · Marea Britanie (GBR)                                                                                        | Bruno Habarov · Uniunea Sovietică (URS)                                                                                |
| Spadă pe echipe   | Italia (ITA) · Giuseppe Delfino · Alberto Pellegrino · Carlo Pavesi · Edoardo Mangiarotti · Fiorenzo Marini · Gianluigi Saccaro | Marea Britanie (GBR) · Allan Jay · Michael Howard · John Pelling · Henry Hoskyns · Raymond Harrison · Michael Alexander | Uniunea Sovietică (URS) · Valentin Cernikov · Guram Kostava · Arnold Cernușevici · Bruno Habarov · Aleksandr Pavlovski |
| Floretă           | Viktor Jdanovici · Uniunea Sovietică (URS)                                                                                      | Iuri Sisikin · Uniunea Sovietică (URS)                                                                                  | Albert Axelrod · Statele Unite ale Americii (USA)                                                                      |
| Floretă pe echipe | Uniunea Sovietică (URS) · Viktor Jdanovici · Mark Midler · Iuri Rudov · Iuri Sisikin · Gherman Sveșnikov                        | Italia (ITA) · Alberto Pellegrino · Luigi Carpaneda · Mario Curletto · Aldo Aureggi · Edoardo Mangiarotti               | Echipa Unificată a Germaniei (EUA) · Jürgen Theuerkauff · Tim Gerresheim · Eberhard Mehl · Jürgen Brecht               |
| Sabie             | Rudolf Kárpáti · Ungaria (HUN)                                                                                                  | Zoltán Horváth · Ungaria (HUN)                                                                                          | Wladimiro Calarese · Italia (ITA)                                                                                      |
| Sabie pe echipe   | Ungaria (HUN) · Tamas Mendelenyi · Rudolf Kárpáti · Pál Kovács · Zoltán Horváth · Gabor Delneki · Aladár Gerevich               | Polonia (POL) · Andrzej Piatkowski · Emil Ochyra · Wojciech Zabłocki · Jerzy Pawłowski · Ryszard Zub · Marian Kuszewski | Italia (ITA) · Wladimiro Calarese · Giampaolo Calanchini · Pierluigi Chicca · Roberto Ferrari · Mario Ravagnan         |

### Feminin
| Probă             | Aur | Argint | Bronz |
| Floretă           | Adelheid Schmid · Echipa Unificată a Germaniei (EUA)                                                                                              | Valentina Rastvorova · Uniunea Sovietică (URS)                                                                                         | Maria Vicol · România (ROU)                                                                              |
| Floretă pe echipe | Uniunea Sovietică (URS) · Valentina Prudskova · Aleksandra Zabelina · Liudmila Șișova · Tatiana Petrenko · Galina Gorohova · Valentina Rastvorova | Ungaria (HUN) · Györgyi Szekely-Marvalics · Ildikó Újlaky-Rejtő · Magdolna Nyari-Kovacs · Katalin Juhasz-Nagy · Lidia Dömölki-Sakovics | Italia (ITA) · Bruna Colombetti · Velleda Cesari · Claudia Pasini · Irene Camber · Antonella Ragno-Lonzi |

## Țări participante
344 de trăgători (266 de bărbăti și 78 de femei) din 42 de țări au participat la Roma 1960.
- Argentina (6)
- Australia (11)
- Austria (9)
- Belgia (15)
- Bulgaria (2)
- Canada (1)
- Columbia (2)
- Cuba (1)
- Danemarca (1)
- Finlanda (6)
- Franța (21)
- Germania (19)
- Marea Britanie (18)
- Ungaria (21)
- Indonezia (4)
- Irlanda (6)
- Israel (2)
- Italia (20)
- Japonia (5)
- Liban (4)
- Luxemburg (10)
- Mexic (8)
- Monaco (2)
- Maroc (7)
- Olanda (5)
- Noua Zeelandă (1)
- Norvegia (1)
- Polonia (21)
- Portugalia (9)
- Puerto Rico (1)
- România (15)
- Uniunea Sovietică (21)
- Spania (11)
- Suedia (7)
- Elveția (7)
- Tunisia (4)
- Republica Arabă Unită (6)
- Statele Unite ale Americii (21)
- Uruguay (2)
- Venezuela (8)
- Vietnam (1)
- Iugoslavia (2)

## Legături externe
- Statistice Arhivat în 4 aprilie 2009, la Wayback Machine. pe Sports Reference